# NetWare
NetWare é um sistema operacional para servidores de arquivos, desenvolvido pela Novell. Foi o primeiro sistema operacional a possibilitar o compartilhamento de arquivos e impressoras de maneira confiável e fácil de gerenciar nos PCs. No início dos anos 90, a Novell liderava esse mercado mundialmente e chegou a ter 70% de participação no Brasil.[carece de fontes?] Depois, perdeu espaço para Linux e para as versões para servidores do Windows.

## História

### Netware 5.x
O lançamento do Netware 5 em outubro de 1998 trouxe recursos como:
- Utiliza a conectividade e gerenciamento de IP puro, para conectar a rede corporativa com a Internet, de forma rápida, segura e integrada;
- possibilita a distribuição, gerenciamento e segurança de aplicações, de forma segura, para usuários, estações de trabalho e recursos
- é o líder em performance e com o menor custo de propriedade;
- disponibiliza a confiabilidade, escalabilidade, performance e segurança de rede e ainda ajuda a resolver suas necessidades da virada do ano 2000;
- foi a escolha dos líderes da indústria como a Compaq e a Oracle, para disponibilizarem soluções de maior valor agregado;
- nova dinâmica de administração;
- LDAP v3.

Redução dos Custos de Administração da Rede
O NetWare 5 reduz os custos ao mesmo tempo que provê a maior relação de usuários por servidor. Veja como é fácil administrar serviços DHCP e DNS como endereços IP, da mesma maneira que você administra outros recursos da rede com o NDS.
Java Virtual Machine Mais Rápido do Mundo
Agora você pode desenvolver e rodar qualquer aplicação baseada em Java, em um servidor NetWare 5. Veja o NetWare 5, rodando aplicações Java, duas vezes mais rápido do que em UNIX e NT. Integração com Banco de Dados Oracle A forte integração do NetWare com o Oracle8 disponibiliza uma plataforma poderosa para o desenvolvimento e implementação de soluções baseadas em redes, incluindo aplicações Java. Veja como o NetWare 5 provê uma poderosa conectividade com bancos de dados através do NDS.
Uma Nova Classe de Servidor Web
O Netscape FastTrack Web Server possibilita a publicação de páginas web para a Internet e intranets, de forma segura e confiável através da integração com o NDS. Veja como gerenciar seu site Web de um ponto único de administração com o NDS.
Implementação e Distribuição de Aplicativos de Forma Fácil
Z.E.N.works reduz o custo de PCs ligados em rede e torna os usuários mais produtivos. Veja como gerenciar aplicações de rede e estações Windows de maneira mais eficiente e com uma melhor relação de custo-benefício.

### Regras de Segurança da Novell
Padrão de segurança C2.
Identificação.
Senha.
Restrições de Acesso.
Acesso a arquivos/ pastas / volumes.
Acesso a estação: Bloqueio Logicamente(Horários)
Bloqueio Fisicamente (1 Maq)
Sofre um processo de contabilização (se apagar algo ele marca em um determinado arquivo)
Bloqueio de ataque contra intrusos.
Segurança – A segurança do NetWare não é um sistema único; ela é dividida entre os diversos serviços da rede. O papel de cada sistema de segurança é controlar o acesso a recursos da rede. O componente básico para a segurança da rede é a conta de usuário, que identifica quem você é e se você tem permissão para fazer algo na rede.
- Sistemas de arquivos – o sistema de arquivo do NetWare permite aos clientes compartilhar os drives de discos conectados ao servidor. O sistema de arquivos do NetWare pode ser utilizado para armazenar, compartilhar e utilizar arquivos de aplicativos e dados.
- Impressão de Rede – esse sistema permite que todas as estações de trabalho imprimam nas mesmas impressoras. Estas impressoras podem estar anexadas a servidores ou estação de trabalho NetWare, ou ainda no cabo de rede.
- SMS – controlador de backups e a recuperação de dados do servidor e das estações de trabalho. Um backup é uma cópia duplicada de dados do sistema de arquivos, copiada para um dispositivo de armazenamento (p.ex.: uma fita). O backup pode ser recuperado e armazenado caso a copia original seja corrompida ou destruída.
- Pirataria – A pirataria de softwares ocorre quando o software é instalado ou distribuído em mais locais do que os permitidos pela licença. Uma vítima de pirataria é alguém que pagou pelo software, mas recebeu inadvertidamente uma cópia ilegal. A Novell deseja ajudar as vítimas, e não aumentar seus problemas. Ex: - Vários usuários usando o mesmo nº de série de um determinado software; - Falta de documentação original escrita; - Distribuidores não autorizados que se dizem ser, e utilizam a marca; - E outros.
- Administrador de Redes – Pessoa com algum conhecimento de redes, que fica "cuidando", ou seja, que tem a responsabilidades de ser o coordenador, ou até mesmo pessoas confiáveis pelo dono de uma empresa. A responsabilidade de um administrador de redes podem incluir:
  - Configurar o hardware e software do servidor, da estação de trabalho e dos serviços de redes.
  - Conhecer o Software Novell
  - Estabelecer uma área de armazenamento pessoal e compartilhada na rede para arquivos de dados e de aplicativos.
  - Configurar estações de trabalhos para conexão automática com a rede.
  - Organizar e configurar os recursos de uma rede.
  - Estabelecer e manter um sistema de segurança de rede.
  - Estabelecer e manter a impressão de rede.
  - Ajustar o servidor para otimizar o seu desempenho.
  - Garantir a integridade e a proteção dos dados.
  - Estabelecer um procedimento de autoria dos sistema.
  - Fornecer um processo sistemático de backup e de recuperação de dados.

## Netware Directory Service
NDS – Serviço de Diretório do NetWare - Depois das comunicações, o NDS é o serviço de rede mais importante fornecido pela NetWare. O NDS mantém um banco de dados de informações sobre todos os recursos da rede e processa as solicitações de recursos de seus clientes. Ele localiza o recurso na rede, verifica o cliente e conecta o cliente ao recurso. Por isso o administrador precisa saber qual servidor NetWare fornece um recurso específico. Cada recurso da rede possui uma entrada de diretório, assim o NetWare cria uma rede simples e unificada, fornece um único ponto para acesso e gerenciamento.
Por isso dizemos o gerenciamento do NDS é um papel fundamental para o administrador.

### Composição de Diretórios
O diretório consiste de objetos, propriedades e valores.
- Objeto – unidade de informação sobre um recurso, comparados a um registro de banco de dados convencional.
- Propriedades – são as categorias de informações dos objetos.
- Valores – são os dados contidos em uma determinada propriedade.

### Tipo de Objetos
Os objetos do NDS podem ser divididos em 3 classes ou tipos: RAIZ, CONTAINER E FOLHA.
- Raiz – define o topo da estrutura organizacional do diretório. Cada diretório só pode ter um objeto [Raiz]. Esse objeto é criado pelo programa de instalação. Ele não pode ser apagado renomeado ou movido.
- Container – são utilizados para agrupar e organizar logicamente os objetos de seu diretório. Podem utilizados para representar países, empresas, unidades organizacional, filiais, centros, e outros.
  - País – designa os países onde sua rede reside e organiza outros objetos dentro do diretório do país. Esse container é opcional.
  - Organização – primeiramente diremos que este é o principal e obrigatório numa rede. Representa uma empresa, uma universidade ou um departamento. É o primeiro nível que podem conter objetos folha.
  - Unidade organizacional – representa uma divisão, uma unidade de negócios, uma equipe de projetos ou um departamento dentro de sua organização.

- Folha – representam recursos da rede, como usuários, impressoras, servidores e sistemas de arquivos.

## Estrutura da árvore de diretório
É uma estrutura hierárquica que armazena e organiza objetos no diretório. Essa estrutura é semelhante a arvore de estrutura do DOS. Ela é composta pelos objetos Raiz e Container.

## Resumo do papel do NDS
Para acessar um recurso da rede, como uma impressora, você solicita a impressora através de seu nome de objeto do NDS. O NDS localiza o objeto impressora no diretório. Com base nos valores de propriedades objetos, o NDS localiza você e faz a conexão com a impressora. Ele também em primeiro lugar, verifica se você é um usuário válido e se tem o direito de usar a impressora.

## Benefício do NDS
Um banco de dados global, que fornece acesso centralizado e gerenciamento das informações, dos recursos e dos serviços da rede.
Um método padrão para gerenciar, ver e acessar as informações, os recursos e os serviços da rede.
Uma organização lógica dos recursos da rede.
Mapeamento dinâmico entre os objetos e o recurso físico ao qual ele se refere.
Voltar ao início

## Segurança da Rede Netware
O NetWare fornece diversas melhorias da segurança para ajudá-lo a proteger sua rede e seus valiosos recursos. Embora estejam disponíveis para o administrador de rede, esta melhorias só são benéficas quando aplicadas e caso o acesso físicos e dispositivos – como servidores – seja controlado. Em última instância, a segurança da rede é responsabilidade do administrador da rede.
Não há um sistema único que controle toda a segurança da rede. A segurança da rede é uma mistura de diversos sistemas que funcionam em conjunto ou de maneiras independentes, para proteger e regular partes específicas da rede.
Depois que o usuário tem o acesso inicial à rede, cada recurso da rede costuma ter um sistema independente e único para controlar seu próprio acesso. Por exemplo: o acesso ao sistema de arquivos é controlado por um sistema, enquanto o acesso à impressão é controlado por outro.
Existem ainda vários sistemas de seguranças:
- Segurança de Login.
- Segurança de sistemas de arquivos
- Segurança de servidores
- Segurança de impressão de rede
- Segurança do NDS
- Segurança de LOGIN

Tem a função de controlar quem pode entrar na rede. Além disso pode incluir restrições de como, quando e onde o login pode ocorrer. Essa segurança pode ser dividida em três categorias:
Restrição de conta do usuário.
Limites de detecção de intrusos.
Autenticação
Obs: O local onde se detecta um intruso é no container, e nos próprios usuários.

## Restrições das contas de usuários
Cada conta de usuário contém uma série de propriedades que se estabelecem limitações ao acesso inicial do usuário a rede.
O administrador da rede pode restringir o processo de login nas seguintes áreas:
Saldo de contas
Conexões
Desabilitar / Habilitar
Espaço em disco
Data de vencimento
Endereço da rede
Senha
Horário
Quando por ventura um usuário viola as restrições de login, o NetWare desabilita a conta e ninguém pode fazer o login utilizando aquele nome de usuário. Isto evita que usuários não autorizados entrem no sistema.

## Limites de intrusos
É possível limitar o número de vezes que um usuário pode digitar uma determinada senha incorreta em um período de tempo específico. Por isso para cada conta de usuário podemos definir o número de vezes que ele poderá tentar logar na rede.

### Autenticação
Ë um processo que habilita uma rede NetWare 4 a solicitar um único login. A autenticação é o procedimento que a rede segue para verificar ou validar uma solicitação de um cliente, como um usuário. O procedimento ocorre em background e não é visto pelo usuário.

### Resumo
O objeto Usuário é fundamental para o acesso à rede e aos recursos da rede. Ele contém informações sobre o usuário e o ambiente de rede do usuário. Alguns dos valores de propriedades do objeto usuário estabelecem a segurança do login.
A segurança do login regula o acesso inicial à rede. Ela determina, por exemplo se é necessário informar uma senha, com que freqüência o usuário deve mudar sua senha, quando o usuário pode estar na rede, e onde o usuário pode fazer o login.

## Configuração do Sistema de Segurança de Arquivos
A segurança do sistema de arquivos controla quem tem acesso aos arquivos e diretórios em volumes na rede e como estas pessoas podem acessar estas informações. É preciso entender os conceitos abaixo a fim de compreender a segurança dos sistemas de arquivos:
Direitos de arquivos e diretórios:
Trustees
Herança e IRF (Filtro de direitos herdados)
Direitos efetivos

### Direitos de arquivos e diretórios
Os direitos definem o tipo de acesso que um usuário terá a um arquivo ou um diretório. Um usuário não pode fazer nada com um arquivo ou diretório sem a atribuição de direitos.
A relação abaixo fornece uma breve definição de cada direito:
- Direitos Descrição: Supervisiona Concede todos os direitos aos diretórios e seus arquivos e subdiretórios. Pode conceder qualquer direito a outros usuários. Um IRF não pode bloquear o direito supervisor de arquivos / diretórios.
- Ler: Concede o direito de abrir arquivos no diretório e ler o seu conteúdo ou executar os programas.
- Gravar: Concede o direito de abrir arquivos ou modificar o seu conteúdo.
- Criar: Concede o direito de criar novos arquivos e subdiretórios.
- Apagar: Concede o direito de apagar o diretório, seus arquivos e subdiretórios.
- Modificar: Concede o direito de modificar os atributos ou o nome de um arquivo ou diretório.
- Explorar arquivos: Concede o direito de ver arquivos ou diretórios.
- Controlar acesso: Concede o direito de modificar as designações de trustee e o IRF, a fim de conceder direitos iguais ou inferiores ao usuário que faz a atribuição de direitos de trustee.

### Objeto Usuário
É um objeto folha no NDS que representa uma pessoa com acesso à rede. Um objeto usuário armazena informações sobre as pessoas que o representa.
Atribua a um objeto direitos a um arquivo ou diretório quando o acesso ao arquivo ou diretório for exclusivo ao objeto usuário.

### Objetos Grupos
É um objeto folha que armazena informações usadas para gerenciar grupos de usuários que requerem acesso a recursos adicionais, como arquivos e diretórios.
Os direitos concedidos a um objeto grupo são transmitidos aos membros do grupo. Os membros podem estar em qualquer níveis da árvore. Você deve conceder direitos a um objeto Grupo quando múltiplos usuários em determinados container ou em diversos containers requerem os mesmos direitos. Portanto podemos formas pacotes de direitos e atribuir aos vários usuários que desejo, desde que, lembrando que só pode ser dado estes direitos pelo administrador da rede.

### Objetos Cargo Organizacional
O objeto cargo organizacional assemelha-se bastante aos objetos grupo, com a diferença de que os usuários identificados são chamados de ocupantes. Este objeto é dado para especificar um cargo em determinada organização, cujo ocupante pode mudar com o tempo. Este objeto é útil na configuração de administradores ou redirecionamento de Email a usuários, ou ocupantes, apropriados.
Os direitos concedidos a um objeto cargo organizacional são transmitidos aos detentores dos cargos. Portanto conceda direitos a um objeto Cargo Organizacional quando os direitos referirem-se a determinado cargo.

### Objeto Container Pai
Todos os objetos container são considerados "Grupos Naturais" e podem ser usados para atribuir direitos a múltiplos usuários. Se você tornar algum objeto container trustee de um diretório ou arquivo, todos os usuários daquele container ou em seus subcontainers terão os mesmos direitos no arquivo ou diretório.
Conceda um direito container quando todos os usuários no container e abaixo dele necessitam de tais direitos.
Trustee [Public]
Os direitos concedidos a [Public] são transmitidos a qualquer coisa conectado na rede. Conceda direitos a [Public] quando o acesso que deseja atribuir for válido para todos os usuários e todos os objetos, antes e depois de fazer o Login.
Equivalência de Segurança
É a designação que concede a um objeto Usuário os mesmos direitos de outro objeto, geralmente outro objeto usuário. A equivalência de segurança deve ser usada com cautela. Este método de atribuição de direitos deve ser somente temporário.
Herança
Os direitos concedidos a um trustee de um diretório passam para, ou são herdados por, todos os arquivos ou diretórios internos e inferiores aos diretório em questão. Como os direitos de arquivos e diretórios são iguais, todos os direitos a um diretório podem ser herdados pelos arquivos no diretório.

## Bloqueio de direitos
Existem dois métodos de bloquear efetivamente a herança de direitos:
Fazer uma nova designação de trustee para o usuário em um nível mais baixo da estrutura do diretório de arquivos.
Criar um IRF para bloquear o fluxo de herança aos níveis mais baixos da estrutura do diretório de arquivos.
Nova designação de Trustee
Fazer uma nova designação de trustee em um nível mais baixo da estrutura do diretório é o melhor meio de bloquear a herança de determinado usuário.
Filtro de Direitos Herdados – IRF
Esta não é uma propriedade de usuário, e sim uma propriedade de diretório. Uma nova designação de trustee é muito útil para usuários individuais; o IRF é usado com freqüência para bloquear a herança de direitos para múltiplos usuários.
O IRF controla os direitos que podem ser herdados por um trustee a partir dos direitos pai. Com o IRF você pode especificar os direitos que serão herdados das designações de trustee feitas acima de um diretório de arquivo.

## Backup's
Podemos ainda definir um outro tipo de segurança. Existem vários tipos de backup's:
O primeiro é um aplicativo do NetWare chamado Sbackup. Esse quando instalado o NetWare no servidor ele está pronto para ser usado.
Podemos ainda dar exemplos de outros tipos de backup's para computadores.
Um outro tipo é o BackupExe, de outro fabricante, mas com ótima performance.

## Resumo
A segurança do sistema de arquivo controla quem tem acesso ao sistema de arquivos, os diretórios e os arquivos que os usuários podem acessar e o tipo de acesso que os usuários tem àqueles arquivos e diretórios.
Para compreender como funciona a segurança do sistema de arquivos, e de diretórios designações de trustee, herança, IRFs e direitos efetivos. Você deve planejar e implementar os direitos do sistema de arquivos com base em grupos de usuários que requerem acesso semelhante.
Embora a segurança do sistema de arquivos e a segurança NDS representam sistemas distintos, elas funcionam de modo semelhante.

### Aprendendo Passo a Passo Segurança
A segurança é uma das atividades mais importantes de um administrador de rede. Sem os controles adequados de segurança, qualquer um poderia acessar uma conta de usuário, consultar, alterar ou mesmo apagar arquivos desse usuário. Este material explica como um administrador pode controlar os recursos administrativos de uma rede NETWARE.
Existe muita coisa a ser falado, mas neste exemplo procuramos ser o mais objetivo possível, enfatizando os recursos mais usados por um administrador na área de segurança.

### Acessando o sistema pelo Windows
Para acessar o administrador NETWARE, o usuário terá que ter os direitos de um administrador de rede.
Clique no botão INICIAR, escolha a opção NWADMIN, você visualizará a organização do servidor e seus objetos (GRUPOS, USUÁRIOS, VOLUMES E OUTROS.

#### Criando objetos
Clicando com o botão direito do mouse em cima da organização (FPM) abrirá um menu com várias opções, clique então no CREATE, abrirá os vários tipos de objetos.
Falaremos de alguns tipos de objetos importantes:
- USER (CRIANDO USUÁRIO), marque o objeto user e clique em OK, abrirá a tela CREATE USER. (abaixo). Defina um nome para o novo usuário, e um último nome, feito isso clique em CREATE, para confirmar a criação do usuário.

Após estar listado na organização de um duplo clique em cima do usuário criado para adicionar privilégios, exibirá a tela com as várias restrições de acesso. Veremos a seguir algumas das mais importantes.
- LOGIN RESTRICTIONS. Nessa opção podemos restringir logins, como por exemplo, data de expiração do login (definir data e hora), e também número limite de conexões em um mesmo login, ou até mesmo desabilitar essas restrições.
- PASSWORD RESTRICTIONS. Nessa opção podemos definir o tamanho mínimo da senha, exigir que o usuário troque a senha entre um período pré estabelecido, ou em uma data específica.
- DANDO PRIVILÉGIOS PARA ARQUIVOS E DIRETÓRIOS(RIGHTS TO FILES AND DIRECTORIES). Nessa opção podemos definir qual diretório e arquivos que um usuário pode ter acesso, assim como direitos sobre os mesmos ex: (ler, gravar, criar, apagar, modificar e outros).
- GROUP MEMBERSHIP: Essa opção tem como função principal atribuir grupos ao usuário.\
- GROUP (CRIANDO GRUPOS), marque o objeto GROUP e clique em OK, abrirá a tela CREATE GROUP. Defina um nome para o novo grupo. Feito isso clique em CREATE, para confirmar a criação do novo grupo.

Após estar listado na organização de um duplo clique em cima do grupo criado para adicionar privilégios ao grupo. Veremos a seguir algumas das mais importantes.
- MEMBERS: Adicionando membros que farão parte deste grupo. Clique em ADD para listar todos os usuários criados na organização, selecione então os usuários desejados.
- DANDO PRIVILÉGIOS PARA O GRUPO (RIGHTS TO FILES AND DIRECTORIES). Nessa opção podemos definir qual diretório e arquivos que um usuário pertencente ao grupo pode ter acesso, assim como direitos sobre os mesmos ex: (ler, gravar, criar, apagar, modificar e outros).
- SERVIDOR DE IMPRESSÃO: Nele você pode ter uma impressora na qual todos os usuários conectados ao servidor podem mandar seus arquivos para impressão.

### Limite de Espaço em Disco
Esta opção só pode ser configurada em modo MS-DOS, através de um programa do NETWARE localizado no servidor chamado NETADMIN. Para acessar esta opção escolha a opção MANAGE OBJECTS.
Escolha na lista de usuário, o usuário desejado ou grupo. Na opção view or edit properties of this object escolha ACCOUNT RESTRICTIONS, dentro da mesma escolha volume space restrictions (limite de espaço em disco).